# نانسي إليزابيث براون
نانسي إليزابيث براون (بالإنجليزية: Nancy Elizabeth Brown)‏ هي ضابطة أمريكية، ولدت في 1951 في نيويورك في الولايات المتحدة.